# سیارک ۲۷۹۸۳
سیارک ۲۷۹۸۳ (به انگلیسی: 27983 Bernardi، نامگذاری:1997UU24) بیست و هفت هزار و نهصد و هشتاد و سومین سیارک کشف شده‌است که در ۲۶ اکتبر ۱۹۹۷ کشف شد.